# Шеховцов, Михаил Петрович
Михаи́л Петро́вич Шеховцо́в (Шехавцо́в) — русский генерал-майор, герой Отечественной войны 1812 года, участник Наполеоновских войн и русско-турецкой войны 1828—1829 гг.
Михаил Петрович Шеховцов родился в 1786 году в Курской губернии, из древнего дворянского рода Шехавцовых. На службу вступил подпрапорщиком в апреле 1801 года в Курский мушкетёрский полк.
Основные сведения из послужного списка:
- 1802 год — портупей-прапорщик «По Высочайшему Его Императорскаго Величества повелению чрез господина генерал-адъютанта графа Ливена объявленному Всемилостивейше»;
- 1803 год — прапорщик;
- 1805 год — подпоручик;
- 1809 год — поручик, 4 декабря 1809 года награждён орденом Святой Анны 4-й степени;
- 1812 год — Могилёвский пехотный полк: получил звание штабс-капитана, бригадным адъютантом генерал-майора князя Сибирского награждён орденом Св. Владимира 4-й степени с бантом "за храбрость и мужество въ сраженiи противу французов 18, 19 и 20 числъ минувшаго Iюля подъ селенiями Якубовымъ, Клястицахъ и Головщине ...",[1] затем 18.10.1812 «за отличие в сражении» — звание капитана с оставлением в должности;[2] и 3 января 1813 года был награждён золотым оружием с надписью «за храбрость»;
- 1813 год — «за отличие» был переведен в Изюмский 11-й гусарский полк, в котором «за отличие» получил чин майора;
- 1814 год — подполковник,[3] 14 марта 1814 года награждён орденом Святой Анны 2-й степени;
- В 1815 году был переведён в Казанский драгунский полк, где в 1820 году становится полковником;
- С 6 декабря 1823 года по 20 января 1829 года — командир Смоленского уланского полка;
- 26 ноября 1827 года в чине полковника награждён орденом Св. Георгия 4-й степени (№ 4073 по кавалерскому списку Григоровича — Степанова)[4];
- Приказом от 18 ноября 1828 г. «назначен состоять по кавалерии», фактически же «Во время стоянки на зимних квартирах 20 января 1829 г. командир полка, полковник Шехавцев, был произведен в генерал-майоры с назначением состоять по кавалерии, а командиром Смоленского уланского полка был назначен из Нежинскаго конно-егерскаго полка полковник Густав Густавович Смиттен.»[5].

В последующих списках генералов отсутствует.
Имел поместье и вместе с братом Иваном Петровичем крестьян в общем владении: "в Курской губернии - 203 и Воронежской губернии - 1000 душ".

## Семья
Сын дворянской семьи капитана Петра Леоновича и Дарьи Петровны Шеховцовых.
Родился с братом-близнецом Иваном (ротмистр, герой Отечественной войны 1812 г., коллежский асессор, Курский губернский и уездный предводитель дворянства, депутат дворянского собрания).
Старший брат — Матвей (шт.-капитан, участник Суворовского похода, депутат дворянского собрания).

## Награды
- орден Св. Анны 4-й степени (4.12.1809)
- орден Св. Владимира 4-й степени с бантом (1812 г. "за храбрость и мужество въ сраженiи противу французов 18, 19 и 20 числъ минувшаго Iюля подъ селенiями Якубовымъ, Клястицахъ и Головщине ...")[1]
- золотое оружие с надписью «за храбрость» (3.01.1813)
- орден Св. Анны 2-й степени с алмазами (14.03.1814)
- орденом Св. Георгия 4-й степени (26.11.1827)
- серебряная медаль «В память Отечественной войны 1812 года»
- серебряная медаль «За взятие Парижа 19 марта 1814 года»

За отличие на полях сражений 1812-1814 г. пожалован знак на головной убор с надписью: «За отличие».